# Tonoshō (Kagawa)
Tonoshō (jap. 土庄町, -chō) ist eine Gemeinde im Shōzu-gun der Präfektur Kagawa in Japan.
Tonoshō erstreckt sich über mehrere Inseln in der Seto-Inlandsee; befindet sich aber hauptsächlich auf der Insel Shōdoshima.
Die Handlung der Manga-Serie Nicht schon wieder, Takagi-San spielt in Tonoshō. Diese wurde vom japanischen Mangaka Soichiro Yamamoto geschrieben, der am 31. Mai 1986 hier geboren wurde.
Die kleine Insel Teshima wurde seit den frühen 1980er Jahren unter Missachtung gesetzlicher Vorschriften als Industriemülldeponie missbraucht. Der Müll verursachte Umweltverschmutzung und Belästigungen für die Bewohner und es gab zahlreiche Beschwerden an die Präfektur, jedoch wurden diese vom Gouverneur der Präfektur ignoriert.
Erst 2000 kam man zu einer Einigung zwischen Präfektur und Anwohnern.

## Einwohner
Die Einwohnerzahl von Tonoshō beträgt ca. 14.000 (2022). Wie andere abgelegene Gemeinden in Japan auch, verzeichnet Tonoshō in den letzten Jahrzehnten einen stetigen Bevölkerungsrückgang, 1960 lag die Bevölkerung noch bei knapp 25.000.

## Verkehr
- Nationalstraße 436, nach Himeji oder Takamatsu

## Ortspartnerschaften
- Tsuyama (seit 7. April 1985)
- Insel Milos (seit 8. Oktober 1989)
- Inami (seit 1. Juli 1995)

## Angrenzende Städte und Gemeinden
- Shōdoshima